# Многочлен Малера
У математиці многочлени Малера {\displaystyle g_{n}(x)} — многочлени, які ввів Mahler (1930) у своїй праці про нулі неповної гамма-функції.
Многочлени Малера задані твірною функцією
{\displaystyle \displaystyle \sum g_{n}(x)t^{n}/n!=\exp(x(1+t-e^{t}))},
близькою до твірної функції многочленів Тушара.
Перші кілька прикладів (послідовність A008299 з Онлайн енциклопедії послідовностей цілих чисел, OEIS):
{\displaystyle g_{0}=1;}
{\displaystyle g_{1}=0;}
{\displaystyle g_{2}=-x;}
{\displaystyle g_{3}=-x;}
{\displaystyle g_{4}=-x+3x^{2};}
{\displaystyle g_{5}=-x+10x^{2};}
{\displaystyle g_{6}=-x+25x^{2}-15x^{3};}
{\displaystyle g_{7}=-x+56x^{2}-105x^{3};}
{\displaystyle g_{8}=-x+119x^{2}-490x^{3}+105x^{4};}